# Gigantochloa latifolia
Gigantochloa latifolia är en gräsart som beskrevs av Henry Nicholas Ridley. Gigantochloa latifolia ingår i släktet Gigantochloa och familjen gräs. Inga underarter finns listade i Catalogue of Life.